# Дискографія Nirvana
Дискографія американського гурту Nirvana складається з трьох студійних альбомів, трьох концертних альбомів, чотирьох збірок, двох міні-альбомів, двадцяти одного сингла, п'яти відео-альбомів і восьми відеокліпів.
Nirvana був створений в 1987 році вокалістом та гітаристом Куртом Кобейном та басистом Крісом Новоселічем, з позицією барабанщика заповнюється різними музикантами. Гурт випустив свій дебютний альбом Bleach в 1989 році на незалежному лейблі Sub Pop. Після приєднання остаточного барабанщика Дейва Грола і підписання контракту з DGC Records, дочірнього лейблу Geffen Records, гурт випустив свій другий студійний альбом Nevermind, який став одним із найпродаваніших альтернативних альбомів 1990-х і популяризував рух Сієтл гранж та альтернативної музики. Третій альбом гурту, In Utero, також мав комерційний та критичний успіх, хоча це не відповідало продажів прецедент Nevermind — як членів групи очікується.

## Альбоми

### Студійні альбоми
| Рік  | Альбом                                      | Найвищі позиції в чартах | Найвищі позиції в чартах | Найвищі позиції в чартах | Найвищі позиції в чартах | Найвищі позиції в чартах | Найвищі позиції в чартах | Найвищі позиції в чартах | Найвищі позиції в чартах | Найвищі позиції в чартах | Найвищі позиції в чартах | Найвищі позиції в чартах | Найвищі позиції в чартах | Найвищі позиції в чартах | Найвищі позиції в чартах | Найвищі позиції в чартах | Найвищі позиції в чартах | Найвищі позиції в чартах | Сертифікації |
| Рік  | Альбом                                      | AU                       | AT                       | BE                       | CA                       | CH                       | DE                       | ES                       | FI                       | FR                       | IT                       | JP                       | NL                       | NZ                       | NO                       | SE                       | UK                       | US                       | Сертифікації |
| ---- | ------------------------------------------- | ------------------------ | ------------------------ | ------------------------ | ------------------------ | ------------------------ | ------------------------ | ------------------------ | ------------------------ | ------------------------ | ------------------------ | ------------------------ | ------------------------ | ------------------------ | ------------------------ | ------------------------ | ------------------------ | ------------------------ | --- |
| 1989 | Bleach - Вийшов: 15 червня - Лейбл: Sub Pop | 34                       | 26                       | 23                       | —                        | —                        | 24                       | —                        | 24                       | —                        | —                        | 46                       | —                        | 30                       | —                        | —                        | 33                       | 89                       | Список - US: Платиновий - CAN: Золотий - FRA: 2×Золотий |
| 1991 | Nevermind - Вийшов: 24 вересня - Лейбл: DGC | 2                        | 2                        | 7                        | 1                        | 2                        | 3                        | 3                        | 1                        | 1                        | 10                       | 24                       | 3                        | 2                        | 2                        | 1                        | 7                        | 1                        | Список - US: Діамантовий - AUT: Платиновий - BRA: Платиновий - CAN: Діамантовий - FIN: Золотий - FRA: Діамантовий - GER: 2×Платиновий - SWE: Золотий - SWI: Платиновий - UK: 2×Платиновий |
| 1993 | In Utero - Вийшов: 21 вересня - Лейбл: DGC  | 2                        | 8                        | 21                       | 3                        | 16                       | 14                       | 13                       | 5                        | 2                        | 14                       | 13                       | 4                        | 3                        | 7                        | 1                        | 1                        | 1                        | Список - США: 5×Платиновий - AUT: Золотий - BRA: Золотий - CAN: 6×Платиновий - FRA: Платиновий - GER: Золотий - NOR: Золотий - SWE: Золотий - UK: Золотий                                 |

### Концертні альбоми
| Рік  | Альбом                                                                     | Найвищі позиції в чартах | Найвищі позиції в чартах | Найвищі позиції в чартах | Найвищі позиції в чартах | Найвищі позиції в чартах | Найвищі позиції в чартах | Найвищі позиції в чартах | Найвищі позиції в чартах | Найвищі позиції в чартах | Найвищі позиції в чартах | Найвищі позиції в чартах | Найвищі позиції в чартах | Найвищі позиції в чартах | Найвищі позиції в чартах | Найвищі позиції в чартах | Найвищі позиції в чартах | Найвищі позиції в чартах | Сертифікації                                                                              |
| Рік  | Альбом                                                                     | AU                       | AT                       | BE                       | CA                       | CH                       | DE                       | FI                       | FR                       | IE                       | IT                       | JP                       | NL                       | NZ                       | NO                       | SE                       | UK                       | US                       | Сертифікації                                                                              |
| ---- | -------------------------------------------------------------------------- | ------------------------ | ------------------------ | ------------------------ | ------------------------ | ------------------------ | ------------------------ | ------------------------ | ------------------------ | ------------------------ | ------------------------ | ------------------------ | ------------------------ | ------------------------ | ------------------------ | ------------------------ | ------------------------ | ------------------------ | ----------------------------------------------------------------------------------------- |
| 1994 | MTV Unplugged in New York - Реліз: 31 жовтня - Лейбл: DGC, Geffen          | —                        | —                        | —                        | —                        | —                        | —                        | —                        | —                        | —                        | —                        | —                        | —                        | —                        | —                        | —                        | —                        | —                        | Список - : 9×Платиновий - : 2хПлатиновий - : 2×Платиновий - : Платиновий - : 5×Платиновий |
| 1996 | From the Muddy Banks of the Wishkah - Реліз: 1 жовтня - Лейбл: DGC, Geffen | —                        | —                        | —                        | —                        | —                        | —                        | —                        | —                        | —                        | —                        | —                        | —                        | —                        | —                        | —                        | —                        | —                        | Список - CAN: 2×Платиновий - FRA: 2×Золотий - UK: Платиновий - US: Платиновий             |
| 2009 | Live at Reading - Реліз: 3 листопада - Лейбл: Geffen                       | —                        | —                        | —                        | —                        | —                        | —                        | —                        | —                        | —                        | —                        | —                        | —                        | —                        | —                        | —                        | —                        | —                        |                                                                                           |

### Збірки
| Рік                                                                                    | Деталі | Найвищі позиції в чартах | Найвищі позиції в чартах | Найвищі позиції в чартах | Найвищі позиції в чартах | Найвищі позиції в чартах | Найвищі позиції в чартах | Найвищі позиції в чартах | Найвищі позиції в чартах | Найвищі позиції в чартах | Найвищі позиції в чартах | Найвищі позиції в чартах | Найвищі позиції в чартах | Продажі              | Сертифікації |
| Рік                                                                                    | Деталі | US                       | AUS                      | AUT                      | CAN                      | FIN                      | JPN                      | NLD                      | NZ                       | NOR                      | SWE                      | SWI                      | UK                       | Продажі              | Сертифікації |
| -------------------------------------------------------------------------------------- | --- | ------------------------ | ------------------------ | ------------------------ | ------------------------ | ------------------------ | ------------------------ | ------------------------ | ------------------------ | ------------------------ | ------------------------ | ------------------------ | ------------------------ | -------------------- | --- |
| 1992                                                                                   | Incesticide - Вийшов: 12 грудня 1992 - Лейбли: Sub Pop, DGC (24504) - Формати: CD, CS, LP                               | 39                       | 22                       | 10                       | 21                       | 18                       | 50                       | 36                       | 23                       | —                        | 27                       | 18                       | 14                       | - США: 1.13 million+ | - US: Платиновий - CAN: 2× Платиновий - FRA: Золотий - UK: Золотий |
| 2002                                                                                   | Nirvana - Вийшов: 29 жовтня 2002 - Лейбли: DGC, Geffen (25105) - Формати: CD, CS, LP                                    | 3                        | 1                        | 1                        | 2                        | 9                        | 6                        | 12                       | 2                        | 5                        | 10                       | 2                        | 3                        | - США: 1,000,000+    | - US: Платиновий - AUS: 3× Платиновий - AUT: Платиновий - BRA: Платиновий - EU: 2× Платиновий - FIN: Золотий - FRA: Золотий - NOR: Платиновий - SWE: Золотий - SWI: Платиновий - UK: Платиновий |
| 2005                                                                                   | Sliver: The Best of the Box - Вийшов: 1 листопада 2005 - Лейбли: DGC, Geffen (000561702), Universal (1190) - Формат: CD | 21                       | 95                       | 26                       | —                        | —                        | 33                       | —                        | —                        | —                        | —                        | 87                       | 56                       | - США: 38,000+       | |
| 2010                                                                                   | Icon - Вийшов: 31 серпня 2010 - Лейбл: Universal - Формат: CD                                                           | —                        | —                        | —                        | —                        | —                        | —                        | —                        | —                        | —                        | —                        | —                        | —                        |                      | |
| "—" позначає релізи, які не ввійшли в чарти, або не були видані на вказаній території. | |                          |                          |                          |                          |                          |                          |                          |                          |                          |                          |                          |                          |                      | |

## Бокс-сети
| Рік                                                                                   | Деталі | Найвищі позиції в чартах | Найвищі позиції в чартах | Найвищі позиції в чартах | Найвищі позиції в чартах | Найвищі позиції в чартах | Найвищі позиції в чартах | Найвищі позиції в чартах | Найвищі позиції в чартах | Найвищі позиції в чартах | Найвищі позиції в чартах | Найвищі позиції в чартах | Найвищі позиції в чартах | Продажі           | Сертифікації     |
| Рік                                                                                   | Деталі | US                       | AUS                      | AUT                      | CAN                      | FRA                      | JPN                      | NLD                      | NZ                       | NOR                      | SWE                      | SWI                      | UK                       | Продажі           | Сертифікації     |
| ------------------------------------------------------------------------------------- | --- | ------------------------ | ------------------------ | ------------------------ | ------------------------ | ------------------------ | ------------------------ | ------------------------ | ------------------------ | ------------------------ | ------------------------ | ------------------------ | ------------------------ | ----------------- | ---------------- |
| 1995                                                                                  | Singles - Вийшов: Грудень 1995 - Лейбли: DGC, Geffen (24901) - Format: 6×CD бокс-сет                                                | —                        | —                        | —                        | —                        | 17                       | —                        | —                        | —                        | —                        | —                        | —                        | 101                      |                   |                  |
| 2004                                                                                  | With the Lights Out - Вийшов: 23 листопада 2004 - Лейбли: DGC, Geffen (000372700), Universal (9864838) - Формати: 3×CD+DVD бокс-сет | 19                       | —                        | 34                       | 10                       | 20                       | 16                       | 65                       | 39                       | 31                       | —                        | 28                       | 56                       | - США: 1,000,000+ | - US: Платиновий |
| 2011                                                                                  | Nevermind: The Singles - Вийшов: 25 листопада 2011 - Лейбл: Universal - Формат: 4 x 10" вініловий бокс-сет                          | —                        | —                        | —                        | —                        | —                        | —                        | —                        | —                        | —                        | —                        | —                        | —                        |                   |                  |
| "—" позначає релізи, які не ввійшли в чарти, або не були видані на вказаній території | |                          |                          |                          |                          |                          |                          |                          |                          |                          |                          |                          |                          |                   |                  |

## Відео-альбоми
| 1994                                                                    | Live! Tonight! Sold Out!! - Вийшов: 15 листопада - Лейбл: Geffen                                | 9  | — | — | — | — | — | Список - US: 3×Платиновий - CAN: 2×Платиновий |
| 2005                                                                    | Classic Albums: Nirvana – Nevermind - Вийшов: 22 березня 2005 - Лейбл: Eagle Rock Entertainment | 13 | — | 3 | — | — | 3 | Список - US: Платиновий                       |
| 2007                                                                    | MTV Unplugged in New York - Вийшов: 20 листопада - Лейбл: DGC                                   | 6  | 3 | — | — | — | 1 |                                               |
| 2009                                                                    | Live at Reading - Вийшов: 2 листопада - Лейбл: DGC                                              | 1  | 4 | — | — | — | — |                                               |
| 2011                                                                    | Live at the Paramount - Вийшов: 27 вересня 2011 - Лейбл: DGC                                    | 1  | 1 | 4 | — | — | — |                                               |
| 2013                                                                    | Live and Loud - Вийшов: 23 вересня 2013 - Лейбл: DGC                                            | 2  | — | — | — | — | 1 |                                               |
| Знак «—» означає, що альбом не потрапив в чарт або не виходив в країні. |                                                                                                 |    |   |   |   |   |   |                                               |

## Сингли

### Роздрібні сингли
| 1988                                         | «Love Buzz»[I]                  | —  | —  | —  | —  | —  | —  | —  | —  | —  | —  | —  | —  | —  | —  | —  | —  | —  | —  | Bleach                    |
| 1990                                         | «Sliver»                        | —  | —  | —  | —  | —  | —  | —  | —  | —  | 23 | —  | —  | —  | —  | 90 | —  | —  | 19 | Неальбомний сингл         |
| 1991                                         | «Smells Like Teen Spirit»       | 5  | 8  | 1  | 9  | 6  | 2  | —  | 9  | 1  | 15 | 6  | 3  | 1  | 3  | 7  | 6  | 7  | 1  | Nevermind                 |
| 1992                                         | «Come As You Are»               | 25 | 28 | 15 | 27 | 21 | 22 | 16 | 12 | 12 | 7  | 13 | 16 | 3  | 24 | 9  | 32 | 3  | 3  | Nevermind                 |
| 1992                                         | «Lithium»                       | —  | —  | 28 | 83 | —  | —  | —  | 3  | —  | 5  | 19 | 17 | 28 | —  | 11 | 64 | 16 | 25 | Nevermind                 |
| 1992                                         | «In Bloom»                      | —  | —  | —  | —  | —  | —  | —  | —  | —  | 7  | —  | 87 | 20 | 30 | 28 | —  | 5  | —  | Nevermind                 |
| 1993                                         | «Heart-Shaped Box»              | 21 | —  | 31 | 17 | —  | —  | —  | 14 | 37 | 6  | —  | 36 | 9  | 16 | 5  | —  | 4  | 1  | In Utero                  |
| 1993                                         | «All Apologies»/ «Rape Me»[III] | —  | —  | 43 | 41 | —  | —  | —  | —  | 20 | 20 | —  | —  | 32 | —  | 32 | —  | 4  | 1  | In Utero                  |
| 1994                                         | «Pennyroyal Tea»[IV]            | —  | —  | —  | —  | —  | —  | —  | —  | —  | —  | —  | —  | —  | —  | —  | —  | —  | —  | In Utero                  |
| 1994                                         | «About a Girl»[V]               | 4  | —  | 13 | 10 | —  | —  | —  | 8  | 23 | —  | 21 | 22 | —  | 20 | —  | —  | 3  | 1  | MTV Unplugged in New York |
| 2002                                         | «You Know You're Right»[VI]     | —  | —  | —  | —  | —  | —  | —  | —  | —  | —  | —  | —  | —  | —  | —  | 45 | 1  | 1  | Nirvana                   |
| «—» ставиться, якщо сингл не потрапив в чарт |                                 |    |    |    |    |    |    |    |    |    |    |    |    |    |    |    |    |    |    |                           |

- I ↑  Обмежений до 1000 пронумерованих роздрібних копій і 200 промо-копій.
- II ↑  Though «Sliver» was initially released as a standalone single on Sub Pop in 1990, it did not chart in Ireland until after the success of Nevermind and did not chart in the United States until its appearance on the DGC-released Incesticide.
- III↑ «All Apologies» і «Rape Me» were released together as a double A-side single and therefore the singles chart positions apply to both songs but the airplay charts only apply to «All Apologies».
- IV ↑  Скасований після смерті Курта Кобейна. Вийшов обмеженою кількістю.
- V ↑  Вийшов тільки в Європі та Австралії.
- VI ↑  Вийшов тільки у вигляді завантажуваного і промо-синглу.
- VII↑  Потрапив до чарту Billboard Hot 100 Airplay.

### Промо-сингли
| Рік  | Сингл                            | Позиція в чартах | Позиція в чартах | Позиція в чартах | Позиція в чартах | Позиція в чартах | Позиція в чартах | Позиція в чартах | Позиція в чартах | Альбом                              |
| Рік  | Сингл                            | BE               | CA               | CA Alt.          | FI               | FR               | US Air           | US Main          | US Mod           | Альбом                              |
| ---- | -------------------------------- | ---------------- | ---------------- | ---------------- | ---------------- | ---------------- | ---------------- | ---------------- | ---------------- | ----------------------------------- |
| 1991 | «On a Plain»                     | —                | —                | —                | —                | —                | —                | —                | —                | Nevermind                           |
| 1992 | «Molly's Lips»                   | —                | —                | —                | —                | —                | —                | —                | —                | Incesticide                         |
| 1994 | «The Man Who Sold the World»     | 40               | —                | —                | —                | —                | —                | —                | —                | MTV Unplugged in New York           |
| 1994 | «Where Did You Sleep Last Night» | —                | —                | —                | —                | —                | —                | —                | —                | MTV Unplugged in New York           |
| 1994 | «Lake of Fire»                   | —                | —                | —                | —                | —                | —                | —                | —                | MTV Unplugged in New York           |
| 1994 | «Polly»                          | —                | —                | —                | —                | —                | —                | —                | —                | MTV Unplugged in New York           |
| 1996 | «Aneurysm»                       | —                | —                | —                | —                | —                | —                | —                | —                | From the Muddy Banks of the Wishkah |
| 1996 | «Drain You»                      | —                | —                | —                | —                | —                | —                | —                | —                | From the Muddy Banks of the Wishkah |

## Музичні відео
| Рік  | Пісня                       | Режисер        |
| ---- | --------------------------- | -------------- |
| 1990 | «In Bloom» (версія Sub Pop) | Стів Браун     |
| 1991 | «Smells Like Teen Spirit»   | Семюель Беєр   |
| 1992 | «Come as You Are»           | Кевін Керслейк |
| 1992 | «Lithium»                   | Кевін Керслейк |
| 1992 | «In Bloom»                  | Кевін Керслейк |
| 1993 | «Sliver»                    | Кевін Керслейк |
| 1993 | «Heart-Shaped Box»          | Антон Корбейн  |
| 2002 | «You Know You're Right»     | Кріс Хафнер    |